# Ogród botaniczny i arboretum w Štramberku

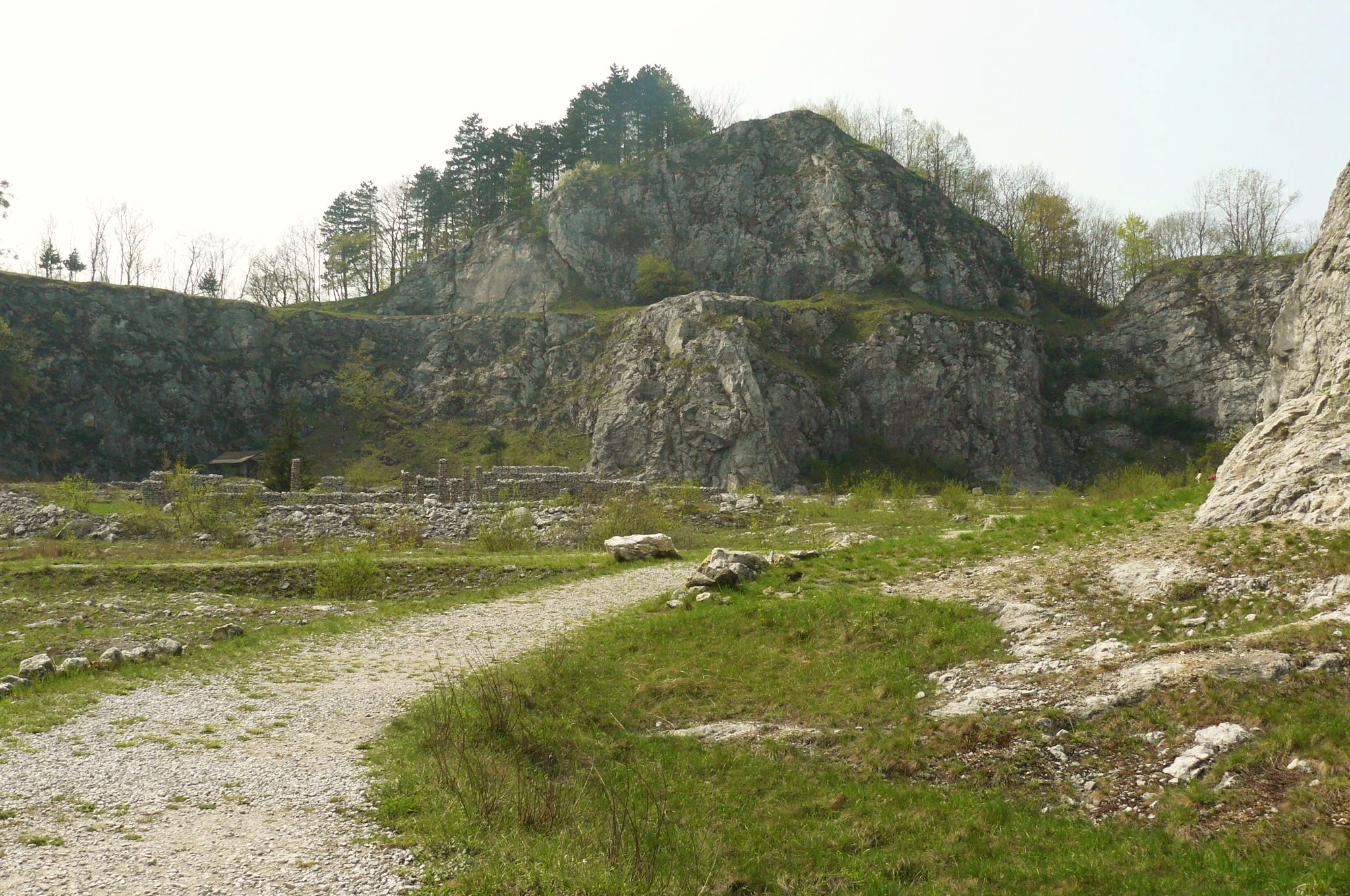
Widok ogólny i ściany skalne

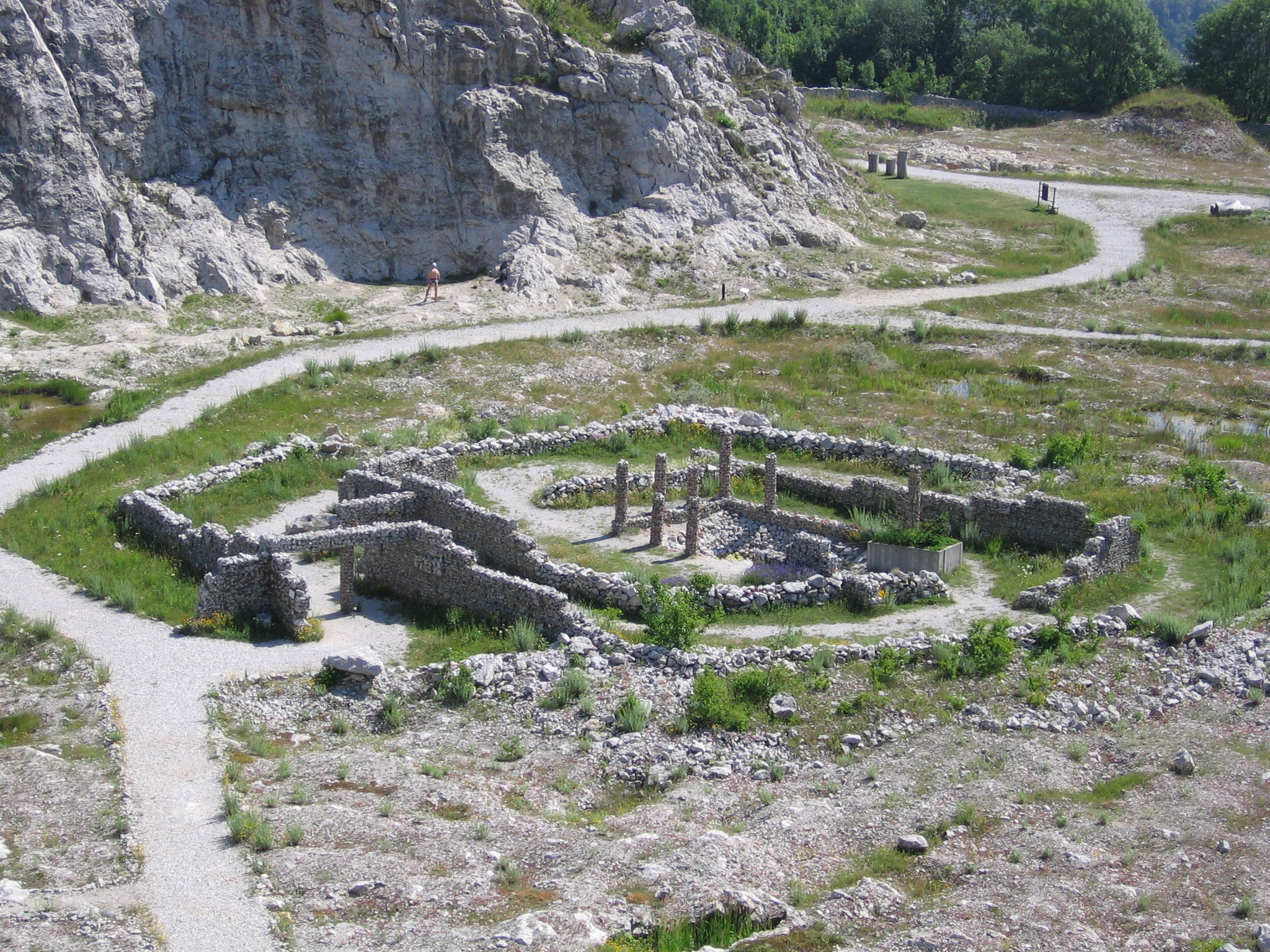

Ogród botaniczny i arboretum w Štramberku (cz. Botanická zahrada a arboretum Štramberk) – ogród botaniczny wraz z arboretum, zlokalizowany w Štramberku (Czechy) na wysokości 422 metrów n.p.m.
Budowę założenia rozpoczęto w 1996 na terenach dawnego kamieniołomu wapienia i w jego bezpośrednich okolicach (10 ha). Kamieniołom działał od 1860 do 1920. Potem składowano tu odpadki, a część terenu użytkowano jako boisko piłkarskie. Od 1996 rozpoczęto porządkowanie obszaru, a pierwsze nasadzenia odbyły się w 1998. Obecnie występuje tu około 1200 gatunków roślin.
Ekspozycja prezentuje rośliny związane z rejonem Štramberka, w tym unikatową florę przenoszoną z działającego kamieniołomu na górze Kotouč. Istnienie kilku oczek wodnych i miejsc podmokłych, umożliwia hodowlę w pobliżu siebie zarówno roślin lubiących wilgoć, jak i kserofitów. W maju 1999 odkryto na dnie kamieniołomu jaskinię (43 m), która uzyskała nazwę Pouťova. Jaskinia ta wspominana była już w roku 1880, ale w trakcie eksploatacji kamienia została częściowo zniszczona i zasypana, a potem zapomniana.
Do najciekawszych roślin występujących na terenie kamieniołomu należą: skrzyp pstry, pałka wysmukła (Typha laxmannii), kruszczyk błotny, tłustosz pospolity i września pobrzeżna. Reprezentantami fauny są m.in.: zębiełek karliczek, koszatka leśna, grubodziób zwyczajny, ropucha zielona, rzekotka drzewna, kumak górski, traszka zwyczajna, traszka grzebieniasta, a także owady: siwoszek błękitny, trzyszcz polny, powszelatek sertor oraz ślimak Candidula unifasciata. Na skałach w obrębie ogrodu widocznych jest około 600 sztuk skamieniałości. Niektóre ściany skalne są popularne wśród wspinaczy – najstarsze drogi wspinaczkowe wyznaczono tutaj w 1934. 